# Matilde Muñoz Castañeda
Matilde Muñoz Castañeda, conocida artísticamente como Miss Maty y Mati Muñoz, (Corvera, c. 1961) es una contorsionista y empresaria circense española.

## Trayectoria
Empezó a actuar desde niña en el circo de sus padres. Luego se convirtió en una reconocida contorsionista de diversos circos europeos, como el Knie, el Krone, el Raluy o el Circo Mundial. Su número más famoso era el de equilibrio y fuerza dental en contorsión.
Se retiró de la pista y se convirtió en la directora del Circo Quirós, un circo familiar fundado por Vicente Quirós en 1993, con sede en Corvera y que viaja por toda España durante sus giras anuales. Es uno de los circos itinerantes de España que trabaja con animales.
Pertenece a la cuarta generación de la saga de Los Muñoz, una familia de artistas circenses de la que forman parte, entre otros, Luis Muñoz Moya, conocido como el hombre-bala, Josefina Muñoz Moya, conocida como la Mujer Forzuda, Tony “Alexis” IIich Muñoz, Premio Nacional de Circo en 2006, o su abuelo, el payaso Regaeras, a quién le dedicaron una calle en la localidad murciana de Corvera.
En 2013, Muñoz formó parte del jurado del Premio Nacional de Circo, edición en la que le fue concedido el galardón a Tortell Poltrona, cofundador de Payasos sin Fronteras.
Sus hijos forman parte del espectáculo del Circo Quirós, como trapecistas y como funambulistas.

## Reconocimientos
Fue incluida en el libro LOS MUÑOZ. Una saga de circo centenaria, dedicado a su familia y que publicó Javier Sáinz Moreno en 2016.
En 2018, Muñoz recibió el Premio a la Mujer de Circo en el Circo Price por su lucha por la igualdad entre hombres y mujeres en el circo.